# Steinstraße 8 (Brandenburg/Havel)

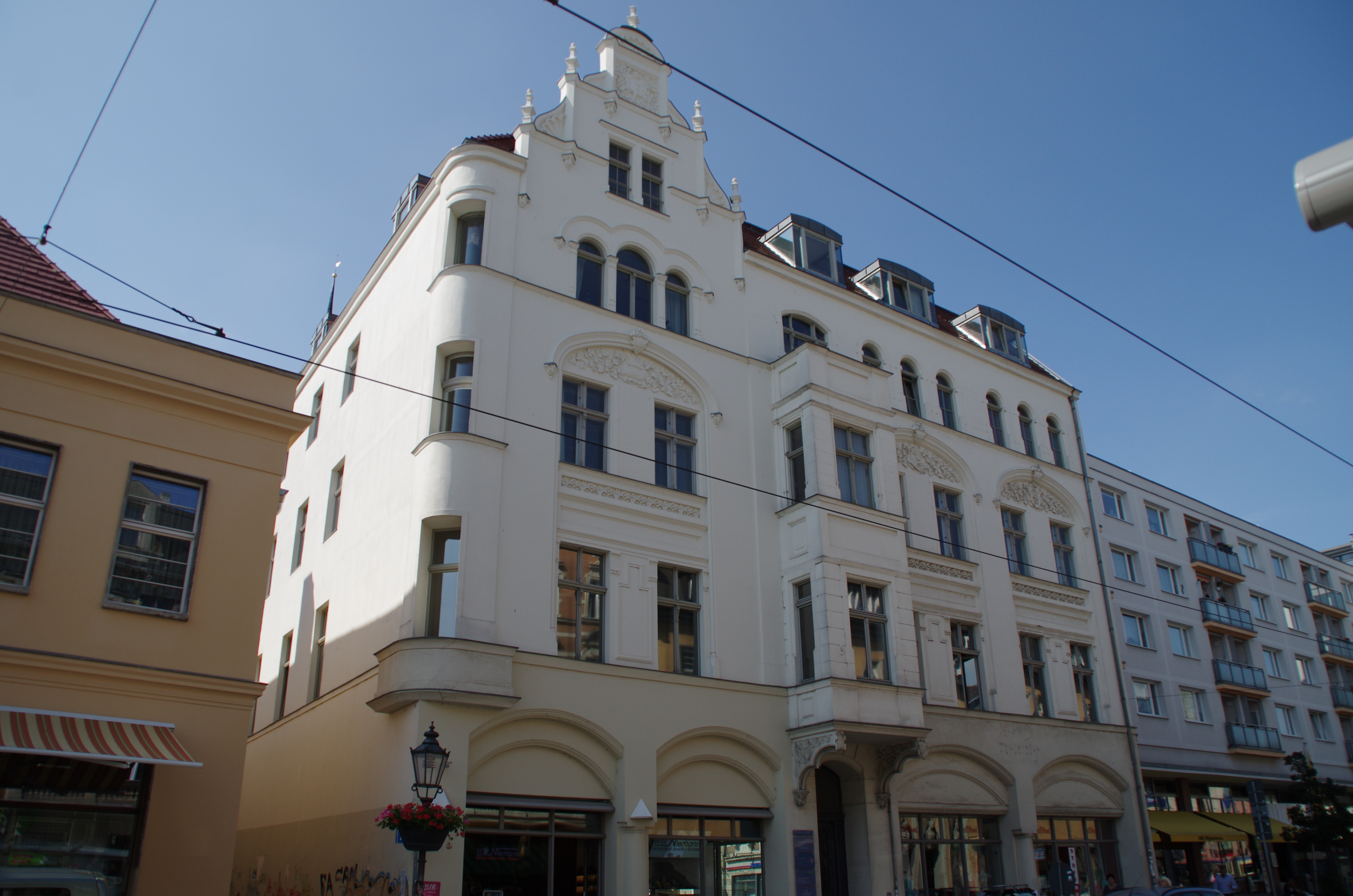
Wohn- und Geschäftshaus Steinstraße 8 (2018)

Das Wohn- und Geschäftshaus Steinstraße 8 ist ein denkmalgeschütztes Gebäude in der Neustadt von Brandenburg an der Havel. 

## Beschreibung
Der Bau des Gebäudes, in dem ehemals die 1866 gegründete Weingroßhandlung Cramer mit Weinstube und Restaurant ansässig war, erfolgte in den Jahren 1893/94. Der große, viergeschossige, traufständige Ziegelbau steht an der Ecke zur Gasse zum Katharinenkirchplatz. Er hat ein Berliner Dach und eine späthistoristischen Stuckfassade. Über dem linken Teil des Hauses erhebt sich ein reich gestalteter Giebel in Renaissanceformen, über dem mittleren Eingang ein zweigeschossiger Erker. Jeweils zwei Fensterachsen sind meist durch Blenden zusammengefasst. Die Fenster schließen flach, im dritten Obergeschoss rundbogig. Mit dem Giebel und dem runden Eckerker werden die Formen des schräg gegenüberliegenden, zur Renaissancezeit entstandenen Carpzowschen Hauses aufgegriffen.
Rückwärtig, in baulicher und zeitlicher Einheit mit dem Vorderhaus, befindet sich das ehemalige Weinlager, das unter der Adresse Katharinenkirchplatz 10 zu finden ist.